# Capo Plaza
Capo Plaza ou simplement Plaza lors de ses débuts, de son vrai nom Luca D'Orso né le 20 avril 1998 à Salerne est un rappeur et chanteur italien. Il a sorti deux albums et quatre singles classés numéro un en Italie. Il commence à écrire des chansons en 2011, à l'âge de 13 ans.

## Biographie

### Jeunesse
Né Luca D’Orso le 20 avril 1998 à Salerne en Campanie, d'une mère comptable et d'un père employé de bureau. Il grandit dans la banlieue est de la ville dans le quartier de Pasterna. À l'âge de 9 ans, il visionne le clip vidéo Stronger de Kanye West, ce qui lui donne l'inspiration de devenir un rappeur. Dans une interview donnée à Vanity Fair, D'Orso révèle qu'il était aussi motivé pour demander à son oncle de lui donner un CD « avec toutes les chansons de rap du moment ». Le CD contient des artistes tels que Sean Paul, Jay-Z et Lil Wayne. Il commence à écrire des chansons en 2011, à l'âge de 13 ans.

### Carrière
Il débute en 2013 en publiant de la musique sur sa chaîne YouTube avec le pseudonyme Capo Plaza en référence au tag qu'il écrivait sur les murs,. L'année suivante, il voyage à Milan où il enregistre une collaboration avec Sfera Ebbasta.
En 2016, il sort l'album Sulamente nuje en collaboration avec le rappeur Peppe Soks. À la fin de l'année suivante, il signe pour Sto Records, un label possédé par Ghali, ce qui lui permet de gagner en popularité avec le single Allenamento #2. Il publie ensuite les singles Giovane fuoriclasse et Non cambierò mai qui lui attirent l'attention de la scène trap italienne.
En 2018, son premier album 20, entièrement produit par son producteur Ava, atteint le haut du classement FIMI. L'album contient le single classé numéro un Non cambierò mai et la musique Tesla ; cette dernière est créée en collaboration avec Sfera Ebbasta et DrefGold.
En 2019, il s'associe à Aya Nakamura sur un remix de son single Pookie qui se classera #2 en Italie, et sera certifié triple disque de platine.
Le 22 janvier 2021, il sort son troisième album studio Plaza, précédé par le single Allenamento #4 qui atteint la première place du classement des singles FIMI. L'album composé de six morceaux contient des collaborations avec d'autres artistes comprenant including Gunna, Sfera Ebbasta, Lil Tjay, A Boogie wit da Hoodie et Luciano. La production du projet est assurée par Ava et Mojobeatz.
Le 3 juin 2022, le rappeur publie Hustle Mixtape contenant douze chansons, y compris les singles Goyard et Capri Sun,,.
À la mi-2023, il atteint la deuxième position dans le classement des singles en Italie avec Vetri neri en collaboration avec Ava et Anna Pepe.

## Discographie
- 2016 : Sulamente Nuje (avec Peppe Soks)
- 2018 : 20
- 2021 : PLAZA
- 2022 : Hustle Mixtape
- 2024 : FERITE